# SMS A 25
A 25 – niemiecki torpedowiec z okresu I wojny światowej. Dwudziesta piąta  jednostka typu A 1. Okręt wyposażony w jeden kocioł parowy opalany węglem i trójcylindrową maszynę parową. Zapas paliwa 24,5 tony. Zbudowany w innej stoczni kadłub  okrętu wyposażono w stoczni AG Vulcan. Torpedowiec brał udział w patrolach wzdłuż wybrzeża Flandrii i na kanale La Manche. Zezłomowany w 1922 roku.